# Lilletromme
Lilletrommen er den nok mest brugte tromme af alle. Den er oftest 14 tommer i diameter og 5-6 tommer dyb. Den kan være lavet i træ, som giver en lidt blødere lyd, eller af messing, der giver en mere "syngende" kontant lyd. Det øverste skind er coated, hvilket vil sige at der er en slags belægning på skindet der giver lyden en anden karakteristik. Det nederste skind, hvorpå seidingen sidder, er ikke coated. Seidingen er en række fjedre, der er spændt ud på underskindet (resonansskindet), så de rører det. Når man så anslår trommen på det øverste skind (slagskind), får vibrationerne i fjedrene til at eftervibrere mod underskindet, og det giver lilletrommen sin specielle lyd.